# Карл Маккей Віґанд
Карл Маккей Віґанд (англ. Karl McKay Wiegand; 2 червня 1873 — 12 березня 1942) — американський ботанік, який протягом 28 років очолював кафедру ботаніки Корнельського університету. Він був членом Американського ботанічного товариства та обіймав посаду його президента в 1939 році.
Віґанд був одружений з Мод Сіпперлі, яка разом з ним збирала гербарні зразки.

## Вибрані праці
- 1900. Investigations on the sporogony and embryogeny of certain monocotyledons. 55 pp.
- Karl McKay Wiegand, willard w. Rowlee. 1905. Introductory laboratory practice and field work in taxonomy: special morphology, and ecology of the higher plants. 58 pp.
- Karl McKay Wiegand, frederick william Foxworthy. 1908. A key to the genera of woody plants in winter: including those with representatives found growing wild or in cultivation within New York State. 33 pp.
- 1912. The genus Amelanchier in eastern North America. Ed. Cornell University. 163 pp.
- merritt lyndon Fernald, Karl McKay Wiegand. 1915. The genus Euphrasia in North America. Volumen 44 de Contributions from the Gray Herbarium of Harvard University. Ed. Gray Herbarium of Harvard University. 201 pp.
- Karl McKay Wiegand, arthur johnson Eames. 1939. The flora of the Cayuga Lake Basin. 50 pp.

## Відзнаки

### Епоніми
- (Apiaceae) Eryngium wiegandii Adamović[6]
- (Asteraceae) Antennaria wiegandii Fernald[7]
- (Cactaceae) Opuntia wiegandii (Backeb.) G.D.Rowley[8]
- (Cyperaceae) Carex wiegandii Mack.[9]
- (Poaceae) Elymus wiegandii Fernald f. calvescens Fernald[10]
- (Rosaceae) Amelanchier wiegandii E.L.Nielsen[11]
- (Rosaceae) Rubus wiegandii L.H.Bailey[12]
- (Salicaceae) Salix wiegandii Fernald[13]

## Зовнішні посилання
- Твори та інформація про Карл Маккей Віґанд у Інтернет-архіві